# Namgyal Lhamu
Namgyal Lhamu (ur. 5 kwietnia 1974) – bhutańska łuczniczka, olimpijka.
Wzięła udział w Letnich Igrzyskach Olimpijskich 1992 w Barcelonie, gdzie odpadła w rundzie wstępnej. Zdobyła 1047 punktów i zajęła ostatnie 61. miejsce. W zawodach drużynowych Bhutan zajął ostatnie 17. miejsce (skład: Namgyal Lhamu, Pem Tshering, Karma Tshomo).